# Angitia esmeralda
Angitia esmeralda är en fjärilsart som beskrevs av George Francis Hampson 1914. Angitia esmeralda ingår i släktet Angitia och familjen nattflyn. Inga underarter finns listade i Catalogue of Life.